# El Chapulín
El Chapulín är en ort i Mexiko.   Den ligger i kommunen Mezquital och delstaten Durango, i den centrala delen av landet, 700 km nordväst om huvudstaden Mexico City. El Chapulín ligger 2 528 meter över havet och antalet invånare är 109.
Terrängen runt El Chapulín är huvudsakligen kuperad. El Chapulín ligger uppe på en höjd. Runt El Chapulín är det mycket glesbefolkat, med 3 invånare per kvadratkilometer. Närmaste större samhälle är Santa María de Ocotán, 9,4 km sydväst om El Chapulín. I omgivningarna runt El Chapulín växer huvudsakligen savannskog.